# Kosmisk skräck

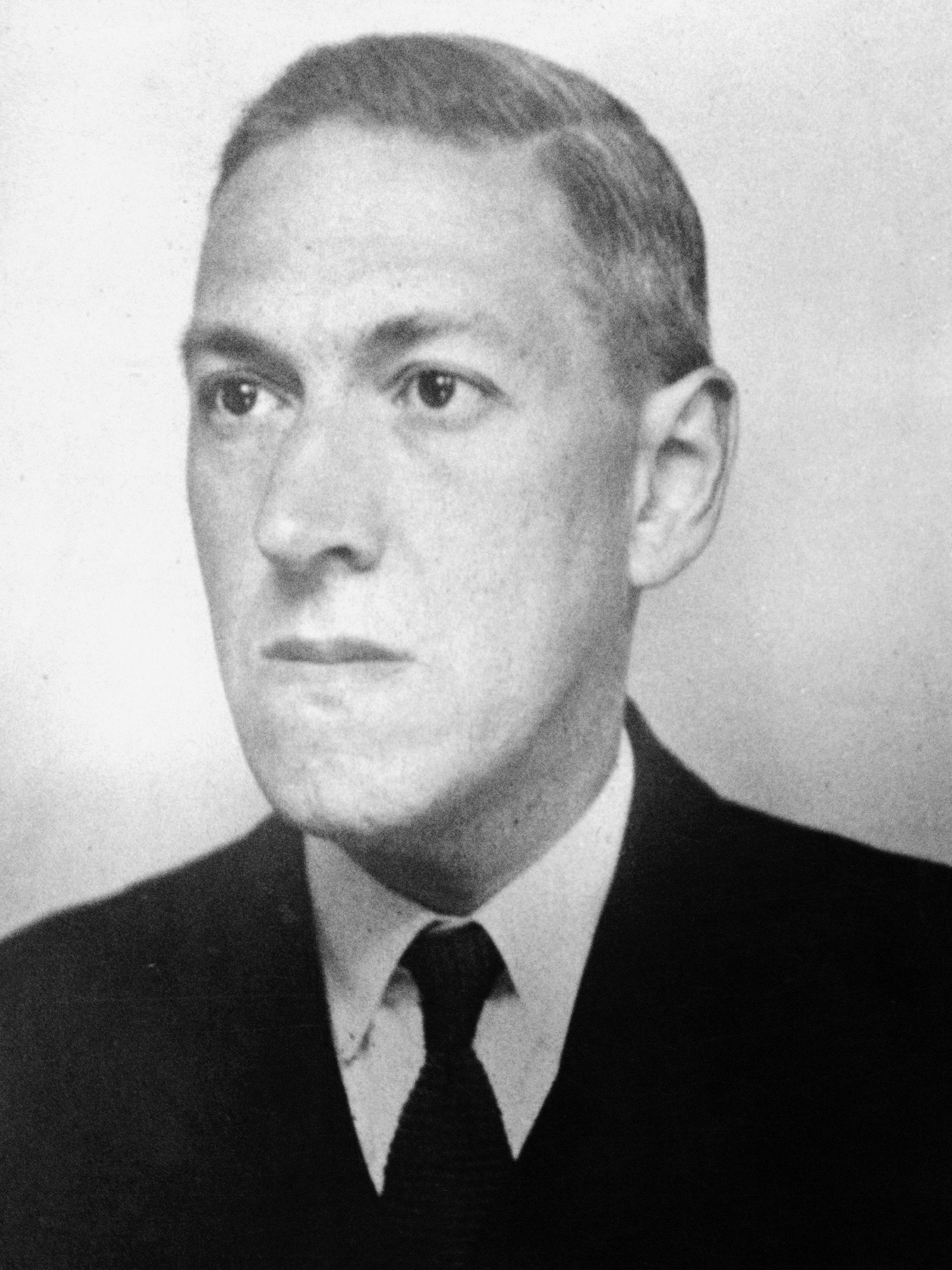
H. P. Lovecraft, skapare av modern kosmism.

Kosmisk skräck (engelska: cosmic horror) är ett koncept som huvudsakligen omfattas inom det filosofiska perspektivet kosmism (engelska: cosmicism), en huvudsakligen litterär filosofi som bygger på idén att livet är obegripligt för människans förstånd, att ödet för vår art inte är av någon universell angelägenhet och att universum i grund och botten är främmande. De som genuint försöker förstå sätter sin mentala hälsa på spel.
Grunden för kosmism har huvudsakligen spridits genom verken av H.P. Lovecraft, som hämtade stor inspiration från "kosmisk skräck" i sina skräcknoveller. Lovecrafts Cthulhumytologi, såväl som den påhittade magiska boken Necronomicon, har skapat en sekt av anhängare. Han skildrar en värld där människorna är små och obetydliga sedda i jämförelse med skrämmande kosmiska urväsen.